# Paracelsus (film)
Paracelsus is een Duitse dramafilm uit 1943 onder regie van Georg Wilhelm Pabst. 

## Verhaal
Paracelsus is een middeleeuwse arts en een pestbestrijder. Hij heeft geheel eigen theorieën over geneeskunde en hij is populair bij de studenten. Zijn tegenstanders wachten jaloers af, totdat hij een fout maakt.

## Rolverdeling
- Werner Krauß: Paracelsus
- Mathias Wieman: Ulrich von Hutten
- Harald Kreutzberg: Fliegenbein
- Annelies Reinhold: Renata
- Martin Urtel: Famulus Johannes
- Fritz Rasp: Magister
- Herbert Hübner: Rijksgraaf von Hohenried
- Harry Langewisch:Hans Pfefferkorn
- Karl Skraup: Chirurg
- Rudolf Blümner: Froben
- Franz Schafheitlin: Erasmus
- Josef Sieber: Jakob Bilse
- Franz Stein: Arts
- Arthur Wiesner: Paardenarts
- Viktor Janson: Burgemeester
- Erich Dunskus: Waard